# Josephine Oniyama

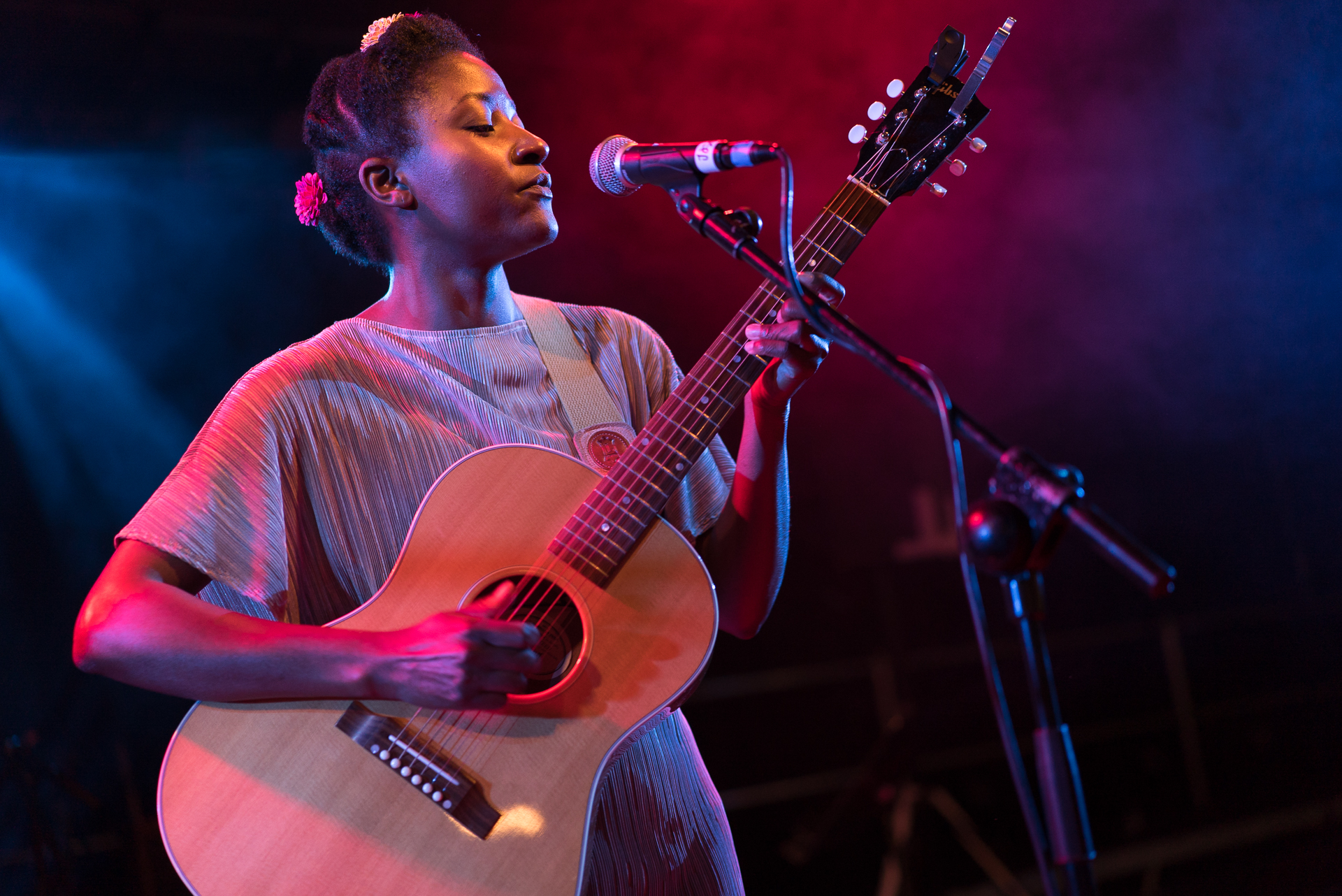
Josephine Oniyama

Josephine Oniyama ist eine britische Soulsängerin. Sie tritt unter dem Künstlernamen Josephine auf.

## Karriere
Als Tochter einer liberianischen Mutter und eines jamaikanischen Vaters wurde Josephine Oniyama in einem Vorort von Manchester geboren. Sie ist durch ihre Mischung aus Soul, Folk und Pop bekannt geworden und spielt auch Gitarre. Zur Musik gelangte sie, als ihre Mutter ihr im Alter von zwölf Jahren eine Gitarre schenkte.
In Großbritannien veröffentlichte sie zwei EPs. Die erste EP, A Smaller Version of the Real Thing, veröffentlichte sie 2002. 2008 folgte In the Labyrinth.
Zu größerem Erfolg kam sie im Oktober 2012, als sie in England ihr Debütalbum Portrait veröffentlichte. Daran hatten die Produzenten und Musiker Leo Abrahams, Jerry Hogarth, Ed Harcourt und Seb Rochford mitgearbeitet. Ihr Album platzierte sich auf der Liste der besten 50 Alben aus dem Jahr 2012 des Q-Magazines. Den Titelsong Portrait präsentierte sie in der BBC-Fernsehsendung Later with Jools Holland.
Im Jahr 2016 sang sie in dem Stück Idlewild des Albums Everything at Once der Band Travis mit.